# Dosulepina
La  dosulepina, es un antidepresivo tricíclico que se comercializa como Altapin, Dothapax, Idom y Protiaden. La dosulepina fue  patentada en 1962 y apareció para uso médico en 1969 en el Reino Unido.Se comercializa bajo el nombre de Prothiaden.

## Usos
Se utiliza en casos de depresión.

## Mecanismo de acción
La dosulepina bloquea la recaptación de neurotransmisores por la membrana neuronal.
Inhibe la  recaptación neuronal de la dopamina, de la norepinefrina y de la serotonina, con una acción mayor en la recapozlina.

## Efectos adversos
Casos aislados de boca seca, estreñimiento, dolor de cabeza, extreñimiento, sudoración, somnolencia, taquicardia, dificultad para alojar, hipotensión ortostática, temblores, erupciones,  interferencia con la función sexual, dificultades para orinar, mayor riesgo de fracturas óseas y raramente depresión de la médula ósea, agranulocitosis, función hepática alterada, ictericia obstructiva, hipomanía, convulsiones, arritmia, hipotensión y secreción inadecuada de hormona antidiurética. Las manifestaciones psicópicas, incluyendo manía y delirio paranoico pueden exacerbarse durante el tratamiento con antidepresivos tricíclicos. Si se interrumpe de forma abrupta pueden aparecer insomnio e  irritabilidad.